# 洛麗泰·楊
洛麗泰·楊（英語：Loretta Young，1913年1月6日—2000年8月12日）生于美国犹他州盐湖城市，童星出身的美國电影女演員、电视节目主持人、慈善家，奧斯卡影后之一。
她4岁时就以临时演员的身份参演无声电影，后来在有声电影时代她也拍摄了许多电影。40年代是她演艺生涯最辉煌的时候，1947年她凭借电影《农家女》获得了奥斯卡最佳女主角奖。1953年她从电影事业中退休并主持了一档以自己名字命名的电视节目，这个节目非常成功并且获得了3个艾美奖。

## 生平
在洛麗泰·楊两岁的时候父母就已经分居了，母亲带着孩子们来到好莱坞开了一家旅馆。4岁的时候她就和两个姐姐一起，以临时演员的身份参拍一些无声电影。后来她进入了一家修道院学校，不过14岁的时候她又返回好莱坞同第一国家电影公司（后来被华纳兄弟公司收购），在那里她改名为洛麗泰。30、40年代后，楊从一名儿童演员成长为好莱坞一线女星。她拍摄了接近100部电影，和她合作过的导演包括弗兰克·卡普拉、塞西尔·德米尔以及奧森·威爾斯。她也曾和加里·格兰特、克拉克·盖博、斯宾塞·屈赛以及泰隆·鲍华等好莱坞一线男星有过合作，1947年她凭借电影《女參議員》获得了奥斯卡最佳女主角奖，1949年时又获得了第二个奥斯卡最佳女主角奖的提名不过未能获奖。
1953年在拍摄了自己的最后一部电影之后，她就再也没有回到过大银幕。她后来跟NBC电视台签订了一份合同，主持以她名字命名的洛麗泰·楊秀（The Loretta Young Show），这个节目从1953年持续到1961年，这也使她成为第一个在电视领域中大获成功的好莱坞明星。1953年她获得了第一个艾美奖，这也使得她成为第一个同时获得奥斯卡奖和艾美奖的艺人。60年代中期退出演艺生涯后，她的晚年都奉献给了天主教的慈善事业。
洛麗泰·楊一共有过三段婚姻并生下两儿一女。